# 鷲宮駅
鷲宮駅（わしのみやえき）は、埼玉県久喜市鷲宮中央一丁目にある、東武鉄道伊勢崎線の駅である。駅番号はTI 03。
1955年（昭和30年）1月1日から2010年（平成22年）3月22日までは、行政上の「鷲宮町」を「わしみやまち」と読んでおり、「鷲宮」の所在地としての読みと、駅としての読みは異なっていた。

## 年表
- 1902年（明治35年）9月6日 - 久喜駅から加須駅まで開通と同時に鷲ノ宮駅として開業[1][2][注釈 1]。
- 1955年（昭和30年）1月1日 - 同日の町村合併に合わせる形で鷲宮駅に改称。
- 1973年（昭和48年）3月 - 現行の橋上駅舎が完成[3]。
- 2006年（平成18年）3月18日 - ダイヤ改正に伴い準急が区間急行に名称変更され大幅に本数が削減されると同時に日中の運用形態が久喜駅で系統分割され、日中に浅草駅に向かう列車がなくなった。日中の時間帯は久喜駅－館林駅及び太田駅間を結ぶ普通列車の運用となった。また、区間準急の新たな停車駅となった[4]。
- 2012年（平成24年）3月17日 - TI 03の駅ナンバリングを導入。
- 2013年（平成25年）3月25日 - 発車メロディを導入。
- 2024年（令和6年）3月26日 - LED式発車標を導入。

## 駅構造
単式ホーム並列（複合式ホーム）2面2線の地上駅で橋上駅舎を有する。2010年（平成22年）3月19日より、改札階とホームおよび東口・西口をそれぞれ連絡するエレベーター並びに多機能トイレが新設された。
自動精算機は設置されておらず、改札の駅員に申し出て精算する必要がある。
以前は単式ホームと島式ホームから構成される2面3線の構造であった。中央の旧2番線は上下両用の待避線であり、朝夕に特急の通過待ちが行われていたが、2006年（平成18年）3月18日の改正で久喜駅で接続待ちを行う形に変わった。不要になった旧2番線は線路や架線の大部分が撤去され、フェンスやエレベーターが設置された。残された線路には保線用の車両が日中に停泊していることが多く、旧3番線が現行の2番線となっている。

### のりば
| 番線 | 路線     | 方向 | 行先                                                                                 |
| ---- | -------- | ---- | ------------------------------------------------------------------------------------ |
| 1    | 伊勢崎線 | 上り | 久喜・東武動物公園・ 東武スカイツリーライン 北千住・とうきょうスカイツリー・浅草方面 |
| 2    | 伊勢崎線 | 下り | 館林・足利市・太田方面                                                               |

- 上記の路線名は旅客案内上の名称（「東武スカイツリーライン」は愛称）で表記している。

## 利用状況
2024年度の1日平均乗降人員は6,205人である。2006年度には乗降人員が7,401人にまで減少していたが、鷲宮町の町おこしなどもあり、2007、2008年度には上昇に転じた。
かつては鷲宮町民（当時）の多くが当駅を利用していた。しかし、旧鷲宮町域の東側を走る東北本線（宇都宮線）に東鷲宮駅が開業した1980年代以降は利用者が次第に転移し、乗降人員は減少基調にある。
近年の1日平均乗降人員および乗車人員の推移は下記の通り。
| 年度               | 一日平均 乗降人員 | 一日平均 乗車人員 | 出典       |
| ------------------ | ----------------- | ----------------- | ---------- |
| 1998年（平成10年） | 8,714             |                   |            |
| 1999年（平成11年） | 8,267             |                   |            |
| 2000年（平成12年） | 8,213             |                   |            |
| 2001年（平成13年） | 7,987             |                   |            |
| 2002年（平成14年） | 7,737             |                   |            |
| 2003年（平成15年） | 7,595             |                   |            |
| 2004年（平成16年） | 7,583             |                   |            |
| 2005年（平成17年） | 7,547             |                   |            |
| 2006年（平成18年） | 7,401             |                   |            |
| 2007年（平成19年） | 7,505             |                   |            |
| 2008年（平成20年） | 7,572             | 3,808             |            |
| 2009年（平成21年） | 7,421             | 3,730             |            |
| 2010年（平成22年） | 7,323             | 3,674             |            |
| 2011年（平成23年） | 7,214             | 3,606             |            |
| 2012年（平成24年） | 7,210             | 3,594             |            |
| 2013年（平成25年） | 7,299             | 3,642             |            |
| 2014年（平成26年） | 7,241             | 3,616             |            |
| 2015年（平成27年） | 7,217             | 3,607             |            |
| 2016年（平成28年） | 7,168             | 3,605             |            |
| 2017年（平成29年） | 7,041             | 3,542             |            |
| 2018年（平成30年） | 6,918             | 3,478             | [ 東武 3 ] |
| 2019年（令和元年） | 6,723             | 3,381             | [ 東武 4 ] |
| 2020年（令和02年） | 5,062             |                   | [ 東武 5 ] |
| 2021年（令和03年） | 5,760             | 2,897             | [ 東武 6 ] |
| 2022年（令和04年） | 6,028             | 3,032             | [ 東武 7 ] |
| 2023年（令和05年） | 6,082             | 3,058             | [ 東武 8 ] |
| 2024年（令和06年） | 6,205             | 3,127             | [ 東武 1 ] |

2008〜2018年の10か年の乗車人員詳細の推移は、下記の通り。
| 年度               | 総数  | 定期  | 定期外 |
| ------------------ | ----- | ----- | ------ |
| 2008年（平成20年） | 3,808 | 2,727 | 1,081  |
| 2009年（平成21年） | 3,730 | 2,700 | 1,030  |
| 2010年（平成22年） | 3,674 | 2,688 | 986    |
| 2011年（平成23年） | 3,606 | 2,836 | 970    |
| 2012年（平成24年） | 3,594 | 2,619 | 975    |
| 2013年（平成25年） | 3,642 | 2,693 | 949    |
| 2014年（平成26年） | 3,616 | 2,684 | 932    |
| 2015年（平成27年） | 3,607 | 2,668 | 939    |
| 2016年（平成28年） | 3,605 | 2,681 | 924    |
| 2017年（平成29年） | 3,542 | 2,618 | 924    |
| 2018年（平成30年） | 3,478 | 2,561 | 917    |
| 2019年（令和元年） | 3,381 | 2,485 | 896    |

## 駅周辺
かつて東武ストアが駅舎に併設されていたが、後に撤退し、駅前は主に住宅地となっている。
- 久喜市鷲宮行政センター（徒歩15分）
- 葛西用水路 - コスモスふれあいロードがあり、「わしのみやコスモスフェスタ」等が開催される
- 鷲宮郵便局
- 埼玉りそな銀行 鷲宮支店
- 川口信用金庫 鷲宮支店
- 久喜市立鷲宮図書館(1階)・郷土資料館(2階)（旧・鷲宮町立図書館・郷土資料館）（同一の建物）
- 鷲宮神社（徒歩8分）
  - 大酉茶屋わしのみや（現・大酉茶屋田々）
- 埼玉県立鷲宮高等学校
- ジョイフーズ 鷲宮店
- カスミ 鷲宮店
- ニューヤマザキデイリーストア鷲宮駅東口店　(営業時間：5時30分～23時00分)

## 路線バス
最寄りのバス停は「鷲宮駅東口」停留所である。JA支店前にあり、2021年7月1日よりに乗入開始。年末年始は、鷲宮神社関係の交通規制による迂回運行の為、当駅への乗り入れを休止する（2024年-2025年は1月1日から1月5日と1月11日から1月13日まで）
- 朝日自動車
  - HW01・HW02 豊野コミュニティセンター行き／東鷲宮駅西口行き

## その他
旧・鷲宮町がテレビアニメ『らき☆すた』の舞台の一つとなったことがきっかけで制作された「『らき☆すた』神輿」が2009年（平成21年）4月1日より駅構内に展示されていた（「『らき☆すた』神輿」が催事で使用される時を除く）。2013年（平成25年）7月12日、神輿が強風で倒れて破損したため、2014年（平成26年）現在は展示していない。

## 隣の駅
東武鉄道
 伊勢崎線
■区間急行・■区間準急・■普通
久喜駅 (TI 02) - 鷲宮駅 (TI 03) - 花崎駅 (TI 04)